# Foreste delle Seychelles
Le foreste delle Seychelles sono un'ecoregione dell'ecozona afrotropicale, definita dal WWF (codice ecoregione: AT0113), costituita dall'arcipelago delle Seychelles, situato nell'oceano Indiano, fatta eccezione per il gruppo di Aldabra, che appartiene all'ecoregione denominata macchia xerofila di Aldabra. Questa ecoregione forma parte della regione denominata foreste umide delle Seychelles e isole Mascarene, inclusa nella lista Global 200.

## Territorio
È un'ecoregione di foresta pluviale con una superficie totale di circa 300 km². Le isole Seychelles sono le uniche isole oceaniche granitiche del mondo. Sono resti della frammentazione dell'antico continente di Gondwana, quando l'India si separò dall'Africa. Ospitano piante e animali molto primitivi, rimasti isolati per 75 milioni di anni.

## Flora
Sono state descritte 233 specie di piante native. Al di sotto dei 600 m, abbondano le foreste di palme, pandani e angiosperme. A quote superiori predomina la foresta nebulosa, con felci arboree e muschi. In queste isole è presente una famiglia endemica di piante, quella delle Medusaginacee, con un unico rappresentante, l'albero medusa (Medusagyne oppositifolia). È una delle piante più rare del mondo: ne rimangono meno di 30 esemplari sull'isola di Mahé. Oltre a questa si conoscono 12 generi e 72 specie endemiche di piante. Tra queste spicca il cocco di mare (Lodoicea maldivica), che si incontra solamente nella riserva naturale Vallée de Mai, sull'isola di Praslin. È una palma che raggiunge i 30 m di altezza, con foglie di 6 m di lunghezza e 4 di altezza. Produce le noci di cocco più grandi del mondo, che possono arrivare a pesare più di 22 kg. Tra gli endemismi ricordiamo infine la pianta carnivora Nepenthes pervillei.

## Fauna
L'ecoregione ospita una grande varietà di rettili e anfibi, tra cui tartarughe, serpenti, gechi, scinchi, rane e cecilie. La tartaruga gigante delle Seychelles (Aldabrachelys gigantea) è endemica di questa ecoregione, così come la farfalla Coleura seychellensis, in pericolo di estinzione. Tra gli uccelli vi sono 12 specie endemiche: l'assiolo delle Seychelles (Otus insularis), il bulbul delle Seychelles (Hypsipetes crassirostris), il gheppio delle Seychelles (Falco araeus), il fody delle Seychelles (Foudia sechellarum), il pappagallo nero delle Seychelles (Coracopsis barklyi), uccello nazionale del paese, il pigliamosche del paradiso delle Seychelles (Terpsiphone corvina), l'occhialino di Mayotte (Zosterops mayottensis), l'occhialino delle Seychelles (Zosterops modestus), il piccione blu delle Seychelles (Alectroenas pulcherrimus), la salangana delle Seychelles (Aerodramus elaphrus), la cannaiola delle Seychelles (Acrocephalus sechellensis) e il pettirosso gazza delle Seychelles (Copsychus sechellarum).

## Conservazione

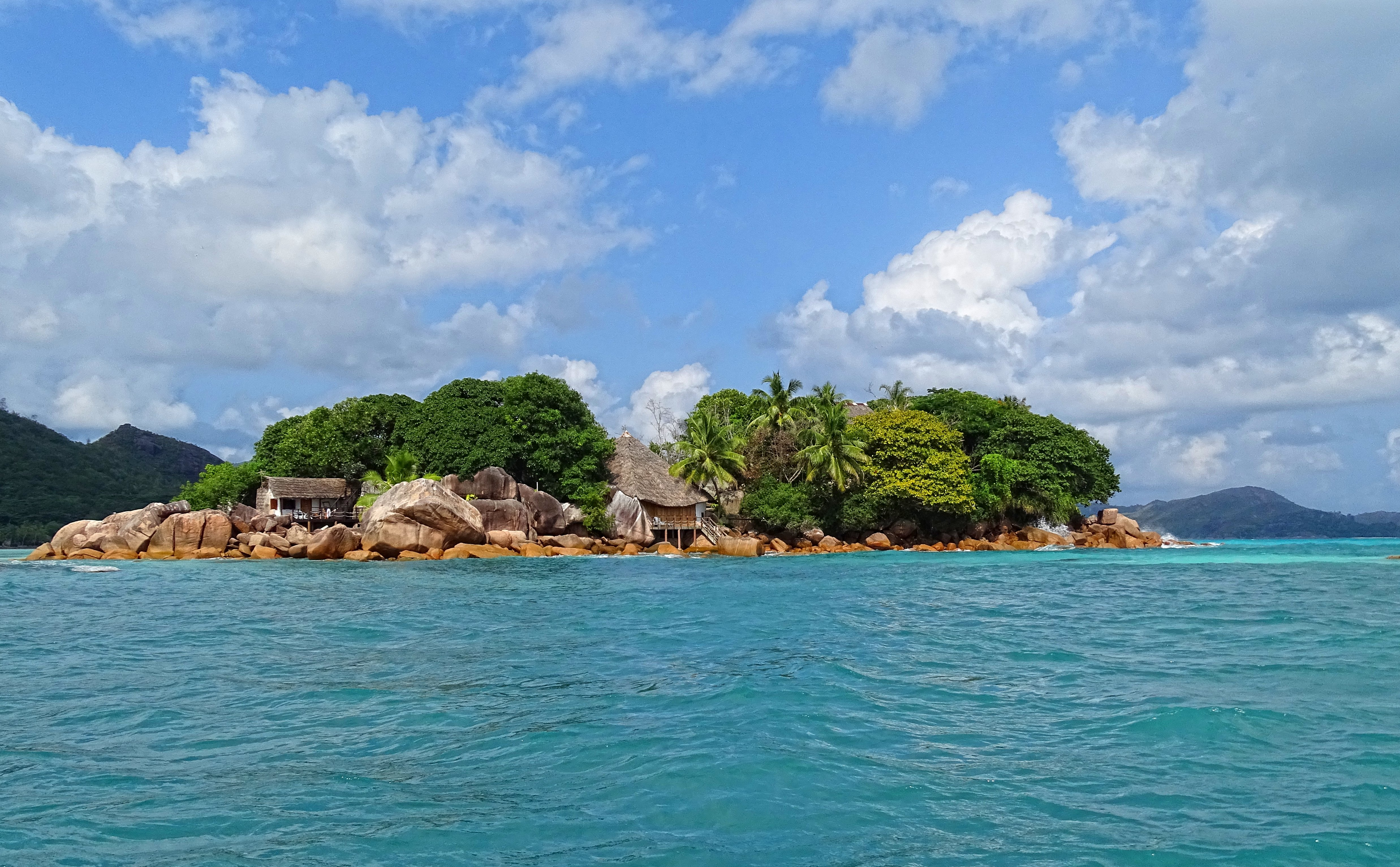
La piccola isola granitica di Chauve Souris (Praslin)

L'ecoregione è considerata in pericolo critico. L'agricoltura, la deforestazione e l'introduzione di specie esotiche sono le principali minacce. Fortunatamente, le aree protette sono numerose. Tra esse ricordiamo la riserva naturale Vallée de Mai, dichiarata patrimonio dell'umanità dall'UNESCO nel 1983, il parco nazionale Morne Seychellois, la riserva naturale dell'isola di Aride, la riserva speciale dell'isola di Cousin, la riserva La Digue Veuve e il parco nazionale di Curieuse.